# Clemente Montes
Clemente José Montes Barroilhet (Vitacura, Santiago, 25 de abril de 2001) es un futbolista profesional chileno  que se desempeña como delantero y actualmente milita en Universidad Católica de la Primera División de Chile.

## Trayectoria

### Universidad Católica
Montes se integró a las inferiores de Universidad Católica a los 9 años de edad, destacando en la categoría inferiores, siendo escogido como mejor jugador de la Copa UC 2018.
Firmó su primer contrato como profesional en octubre de 2019, que lo vincularía al elenco cruzado hasta junio de 2022, además de ser promovido al primer equipo para la temporada de ese año por el técnico Gustavo Quinteros. Debutó oficialmente el 30 de diciembre de 2020, cuando reemplazó a los 80 minutos a José Pedro Fuenzalida, en el empate de Universidad Católica con Santiago Wanderers por 1-1, en la fecha 22 de la Primera División de Chile 2020. Marcó su primer gol el 4 de enero de 2021, en el triunfo de Universidad Católica sobre Huachipato por 3-0, en la fecha 23 de la Primera División de Chile 2020, marcando el segundo gol de la escuadra cruzada.
En febrero de 2021, celebró su primer título nacional con Universidad Católica al ganar el campeonato Primera División 2020. En marzo del mismo año se coronó campeón de la Supercopa 2020 con el triunfó de Católica 4-2 sobre Colo Colo. El día 5 de mayo de 2021, Montes jugó su primer partido en un torneo internacional en la victoria 3 a 1 contra Club Nacional de Uruguay por la Copa Libertadores, en su debut marcaría su primera anotación internacional y el tercer gol de su equipo en el partido.
El 26 de mayo, entró en el minuto 74 por Edson Puch por la última fecha de la fase de grupos ante Atlético Nacional por la Copa Libertadores, donde asistió 5 minutos después a Diego Valencia para sentenciar la clasificación del cuadro cruzado por primera vez en 10 años a octavos de final de la Libertadores. A finales de ese año, disputó con el club la final de la Supercopa 2021 frente a Ñublense, donde la UC se coronó en tanda de penales tricampeón de está competencia, también la institución se coronó tetracampeón del torneo nacional, tras ganar las ediciones 2018, 2019, 2020 y 2021, Montes formó parte de los últimos dos torneos y esta nueva estrella se convirtió en su cuarto título con la franja.

## Selección nacional

### Selecciones menores
Fue convocado por el entrenador Eduardo Berizzo para ser parte de la sub-23, para participar en los Juegos Panamericanos de 2023 debutando ante México el 23 de octubre remplazando al minuto 88 a Damián Pizarro.

#### Participaciones internacionales sub-23
| Competencia                             | Sede      | Resultado        | PJ | Goles | Asist. |
| --------------------------------------- | --------- | ---------------- | -- | ----- | ------ |
| Juegos Panamericanos 2023               | Santiago  | Medalla de plata | 4  | 1     | 0      |
| Preolímpico Sudamericano Sub-23 de 2024 | Venezuela | Fase de grupos   | 3  | 1     | 0      |
| Total                                   | Total     | Total            | 7  | 2     | 0      |

#### Detalles de partidos
| Partidos internacionales con Selección Chilena Sub-23 | Partidos internacionales con Selección Chilena Sub-23 | Partidos internacionales con Selección Chilena Sub-23 | Partidos internacionales con Selección Chilena Sub-23 | Partidos internacionales con Selección Chilena Sub-23 | Partidos internacionales con Selección Chilena Sub-23 | Partidos internacionales con Selección Chilena Sub-23 | Partidos internacionales con Selección Chilena Sub-23 | Partidos internacionales con Selección Chilena Sub-23 |
| N.º                                                   | Fecha                                                 | Estadio                                               | Local                                                 | Resultado                                             | Visitante                                             | Goles                                                 | Asist.                                                | Competición                                           |
| ----------------------------------------------------- | ----------------------------------------------------- | ----------------------------------------------------- | ----------------------------------------------------- | ----------------------------------------------------- | ----------------------------------------------------- | ----------------------------------------------------- | ----------------------------------------------------- | ----------------------------------------------------- |
| 1                                                     | 23 de octubre de 2023                                 | Estadio Sausalito, Viña del Mar, Chile                | Chile                                                 | 1-0                                                   | México                                                |                                                       |                                                       | Juegos Panamericanos 2023                             |
| 2                                                     | 29 de octubre de 2023                                 | Estadio Sausalito, Viña del Mar, Chile                | Chile                                                 | 5-0                                                   | República Dominicana                                  | Anotado                                               |                                                       | Juegos Panamericanos 2023                             |
| 3                                                     | 1 de noviembre de 2023                                | Estadio Elías Figueroa, Valparaíso, Chile             | Chile                                                 | 1-0                                                   | Estados Unidos                                        |                                                       |                                                       | Juegos Panamericanos 2023                             |
| 4                                                     | 4 de noviembre de 2023                                | Estadio Sausalito, Viña del Mar, Chile                | Chile                                                 | 1-1 (t. s.) 2-4p                                      | Brasil                                                |                                                       |                                                       | Juegos Panamericanos 2023                             |
| 5                                                     | 27 de enero de 2024                                   | Polideportivo Misael Delgado, Venezuela               | Uruguay                                               | 0-1                                                   | Chile                                                 | Anotado                                               |                                                       | Preolímpico Sudamericano 2024                         |
| 6                                                     | 30 de enero de 2024                                   | Polideportivo Misael Delgado, Venezuela               | Chile                                                 | 0-5                                                   | Argentina                                             |                                                       |                                                       | Preolímpico Sudamericano 2024                         |
| 7                                                     | 2 de febrero de 2024                                  | Estadio Brígido Iriarte, Venezuela                    | Chile                                                 | 2-1                                                   | Paraguay                                              |                                                       |                                                       | Preolímpico Sudamericano 2024                         |
| Total                                                 | Total                                                 | Total                                                 | Presencias                                            | 7                                                     | Goles                                                 | 2                                                     | 0                                                     |                                                       |

### Selección absoluta
En marzo de 2021 es convocado por Martin Lasarte para un microciclo válido para las clasificatoria Conmebol Catar 2022, posteriormente formó parte de la nómina de la selección para disputar un partido amistoso con la selección de Bolivia. El 26 de marzo, disputó su primer encuentro con la selección nacional tras entrar a los 88' minutos en el partido amistoso entre Chile y Bolivia que terminó con triunfo de la roja por 2 a 1.
El 10 de junio de 2021, fue convocado por Lasarte para disputar la Copa América 2021. El 15 de septiembre de 2022, fue convocado por el director técnico Eduardo Berizzo para enfrentar los partidos amistosos ante Marruecos y Catar.

### Partidos internacionales
Actualizado hasta el 12 de diciembre de 2021.
| Partidos internacionales | Partidos internacionales | Partidos internacionales                                | Partidos internacionales | Partidos internacionales | Partidos internacionales | Partidos internacionales | Partidos internacionales | Partidos internacionales |
| N.º                      | Fecha                    | Estadio                                                 | Local                    | Resultado                | Visitante                | Goles                    | Asistencias              | Competición              |
| ------------------------ | ------------------------ | ------------------------------------------------------- | ------------------------ | ------------------------ | ------------------------ | ------------------------ | ------------------------ | ------------------------ |
| 1                        | 26 de marzo de 2021      | Estadio El Teniente, Rancagua, Chile                    | Chile                    | 2-1                      | Bolivia                  |                          |                          | Amistoso                 |
| 2                        | 9 de diciembre de 2021   | Q2 Stadium, Austin, Estados Unidos                      | México                   | 2-2                      | Chile                    |                          |                          | Amistoso                 |
| 3                        | 12 de diciembre de 2021  | Banc of California Stadium, Los Ángeles, Estados Unidos | El Salvador              | 0-1                      | Chile                    |                          | 90+5' a Sebastián Vegas  | Amistoso                 |
| Total                    | Total                    | Total                                                   | Presencias               | 3                        | Goles                    | 0                        | 1                        |                          |

| Selección chilena | Selección chilena | Selección chilena |
| Año               | Partidos          | Goles             |
| ----------------- | ----------------- | ----------------- |
| 2021              | 3                 | 0                 |
| Total             | 3                 | 0                 |

## Estadísticas

### Clubes
| Club                               | Div.          | Temporada     | Liga  | Liga  | Liga   | Copas nacionales | Copas nacionales | Copas nacionales | Copas internacionales | Copas internacionales | Copas internacionales | Total | Total | Total  |
| Club                               | Div.          | Temporada     | Part. | Goles | Asist. | Part.            | Goles            | Asist.           | Part.                 | Goles                 | Asist.                | Part. | Goles | Asist. |
| ---------------------------------- | ------------- | ------------- | ----- | ----- | ------ | ---------------- | ---------------- | ---------------- | --------------------- | --------------------- | --------------------- | ----- | ----- | ------ |
| Universidad Católica · Chile       | 1.ª           | 2020          | 9     | 1     | 2      | —                | —                | —                | —                     | —                     | —                     | 9     | 1     | 2      |
| Universidad Católica · Chile       | 1.ª           | 2021          | 12    | 1     | 0      | 1                | 0                | 0                | 4                     | 1                     | 1                     | 17    | 2     | 1      |
| Universidad Católica · Chile       | 1.ª           | 2022          | 17    | 3     | 0      | 4                | 0                | 0                | —                     | —                     | —                     | 21    | 3     | 0      |
| R. C. Celta de Vigo "B" · España   | 3.ª           | 2022-23       | 11    | 1     | 0      | —                | —                | —                | —                     | —                     | —                     | 11    | 1     | 0      |
| R. C. Celta de Vigo "B" · España   | Total Club    | Total Club    | 11    | 1     | 0      | 0                | 0                | 0                | 0                     | 0                     | 0                     | 11    | 1     | 0      |
| C. D. Universidad Católica · Chile | 1.ª           | 2023          | 15    | 1     | 2      | 3                | 0                | 0                | —                     | —                     | —                     | 18    | 1     | 2      |
| C. D. Universidad Católica · Chile | 1.ª           | 2024          | 25    | 2     | 1      | 2                | 0                | 1                | 1                     | 0                     | 0                     | 28    | 2     | 2      |
| C. D. Universidad Católica · Chile | 1.ª           | 2025          | 14    | 5     | 1      | 5                | 0                | 0                | 1                     | 0                     | 0                     | 20    | 5     | 1      |
| C. D. Universidad Católica · Chile | Total club    | Total club    | 96    | 13    | 6      | 15               | 0                | 1                | 6                     | 1                     | 1                     | 117   | 14    | 8      |
| Total carrera                      | Total carrera | Total carrera | 107   | 14    | 6      | 15               | 0                | 1                | 6                     | 1                     | 1                     | 128   | 15    | 8      |
| 1. 2. 3.                           |               |               |       |       |        |                  |                  |                  |                       |                       |                       |       |       |        |

#### Goles internacionales
| Goles internacionales | Goles internacionales | Goles internacionales | Goles internacionales | Goles internacionales | Goles internacionales | Goles internacionales | Goles internacionales | Goles internacionales | Goles internacionales |
| Fecha                 | Resultados            | Resultados            | Resultados            | Resultados            | Lugar                 | Estadio               | Temporada             | Temporada             | Gol                   |
| --------------------- | --------------------- | --------------------- | --------------------- | --------------------- | --------------------- | --------------------- | --------------------- | --------------------- | --------------------- |
| 06-05-2021            | Universidad Católica  | 3                     | 1                     | Nacional              | Santiago              | San Carlos            | 2021                  | Copa Libertadores     | 1                     |

### Selecciones
| Selección      | Temporada     | Amistosos | Amistosos | Amistosos | Sudamérica | Sudamérica | Sudamérica | Mundial | Mundial | Mundial | Total | Total | Total  |
| Selección      | Temporada     | Part.     | Goles     | Asist.    | Part.      | Goles      | Asist.     | Part.   | Goles   | Asist.  | Part. | Goles | Asist. |
| -------------- | ------------- | --------- | --------- | --------- | ---------- | ---------- | ---------- | ------- | ------- | ------- | ----- | ----- | ------ |
| Sub-23 · Chile | 2023          | 0         | 0         | 0         | 4          | 1          | 0          | —       | —       | —       | 4     | 1     | 0      |
| Sub-23 · Chile | 2024          | 0         | 0         | 0         | 3          | 1          | 0          | —       | —       | —       | 3     | 1     | 0      |
| Sub-23 · Chile | Total         | 0         | 0         | 0         | 7          | 2          | 0          | 0       | 0       | 0       | 7     | 2     | 0      |
| Adulta · Chile | 2021          | 3         | 0         | 1         | —          | —          | —          | —       | —       | —       | 3     | 0     | 1      |
| Adulta · Chile | Total         | 3         | 0         | 1         | 0          | 0          | 0          | 1       | 0       | 0       | 3     | 0     | 1      |
| Total carrera  | Total carrera | 3         | 0         | 1         | 7          | 2          | 0          | 0       | 0       | 0       | 10    | 2     | 1      |
| 1.             |               |           |           |           |            |            |            |         |         |         |       |       |        |

### Resumen estadístico
| Competición               | Partidos | Goles | Asistencias |
| ------------------------- | -------- | ----- | ----------- |
| Primera División de Chile | 91       | 12    | 6           |
| Primera Federación        | 11       | 1     | 0           |
| Copa Chile                | 13       | 0     | 1           |
| Supercopa de Chile        | 2        | 0     | 0           |
| Copa Libertadores         | 4        | 1     | 1           |
| Copa Sudamericana         | 2        | 0     | 0           |
| Chile Sub-23              | 7        | 2     | 0           |
| Selección adulta          | 3        | 0     | 1           |
| Total                     | 133      | 16    | 9           |

## Palmarés

### Títulos nacionales
| Título             | Equipo                     | País  | Año  |
| ------------------ | -------------------------- | ----- | ---- |
| Primera División   | C. D. Universidad Católica | Chile | 2020 |
| Supercopa de Chile | C. D. Universidad Católica | Chile | 2020 |
| Supercopa de Chile | C. D. Universidad Católica | Chile | 2021 |
| Primera División   | C. D. Universidad Católica | Chile | 2021 |